# دورتی گارود
دورتی انی الیزابت گارود(به انگلیسی: Dorothy Annie Elizabeth Garrod) (زادهٔ ۵ مه ۱۸۹۲ - مرگ ۱۸ دسامبر ۱۹۶۸) باستان‌شناسی بریتانیایی بود که تخصص خود را در دوره پارینه‌سنگی گرفت. او نخستین زنی بود که توانست به کرسی استادی آکسبریج دست‌یابد. او پژوهش‌هایی در زمینهٔ دورهٔ پارینه‌سنگی داشت.

## اوایل زندگی، تحصیلات
دورتی، دختر پزشکی انگلیسی به نام سِر آرچیبالد گارود بود. او در آکسفورد زاده شد و در روستایی در شرق انگلیس بزرگ شد. وی در سال ۱۹۱۳ میلادی(۲۱ سالگی) درحالی وارد کالج نون‌هام شد که یکی از دانشجویان انگشت‌شمار دختر بود. او سه سال بعد در ۱۹۱۶، فارغ‌التحصیل شد و به دلیل اعلام بسیج عمومی، تا سال ۱۹۱۹ به خدمت در جنگ گماشته شد؛ سپس به جزیره مالت در جنوب ایتالیا، جایی که پدرش مشغول کار بود رفت، و به‌تدریج به تاریخ محلی آنجا علاقه‌مند شد.

## زندگی حرفه‌ای
پس از تحصیلات میان سال‌های ۱۹۲۵ تا ۱۹۲۶ را به کاوش در جبل‌الطارق پرداخت و در ۱۹۲۸ یک سفر اکتشافی را به جنوب کردستان رهبری نمود و در غارهای هزارمرد و زارزی (در کردستان عراق) به کاوش پرداخت؛ سپس به اسرائیل رفت و کوه کرمل(Carmel mount) را کاوید. وی در کاوش‌های خود در غار اسخول(Es-Skhul cave) در کوه کرمل، به شواهد بسیار مهمی دربارهٔ اولین مهاجرت ناموفق گونه انسان خردمند(Homo Sapiens) از قاره آفریقا، که در حدود ۱۲۰٬۰۰۰ سال پیش جریان داشت، دست یافت.
تیم حفاری پروفسور گارود، در اطراف غار اسخول، ابزارهای سنگی‌ای را یافتند که به ابزارهای سنگی کشف‌شده ۱۶۵٬۰۰۰ ساله در غار پینِکِل‌پوینت(Pinnacle Point cave) در آفریقای جنوبی، بسیار شبیه بود. آن‌ها بستر صخره‌ای اطراف غار را به عمق ۱/۵ متر حفاری کردند، و به بقایای اسکلت ۱۰ انسان دست یافتند. امروزه این اسکلت‌ها در موزه راکفلر در شهر اورشلیم، دقیقاً در همان حالتی که در هنگام کشف یافت شده بودند، نگهداری می‌شوند. شواهد خاصی در هنگام کشف این اسکلت‌ها مشاهده شده‌بود که نشان می‌داد آن مردمان، احتمالاً به پس از مرگ اعتقاد داشته‌اند؛ و این، قدیمی‌ترین مورد است که نشان می‌دهد گروهی از انسان‌ها به ماوراءالطبیعه باور داشته‌اند. به دنبال تغییرات اقلیمی در حدود ۱۲۵٬۰۰۰ سال پیش، بخش زیادی از صحرای بزرگ آفریقا دارای پوشش گیاهی شد که به دنبال آن، گروهی از انسان‌ها، توانستند به‌تدریج، به سمت شمال و شمال شرق آفریقا پیش‌روی کنند، و از طریق صحرای سینا، از قاره آفریقا خارج شوند. آن‌ها توانستند برای هزاران سال در سرزمین‌های شرق دریای مدیترانه، فرهنگ ناتوفی(Natufian culture) را ایجاد کنند.
در ادامه پژوهش‌ها، هیچ نشانه‌ای که ثابت کند این گروه از انسان‌ها، توانسته‌اند به بقای خود ادامه داده و به دیگر مناطق خاورمیانه و آسیا و سرانجام، کل زمین، مهاجرت کنند، یافت نشد. شبیه‌سازی اقلیم گذشته زمین نشان می‌دهد که در حدود ۱۰۰٬۰۰۰ سال پیش، مناطق خاورمیانه و شمال آفریقا رو به خشک‌شدن نهاده و صحراهای این مناطق گسترش یافتند؛ به همین دلیل، منابع غذایی این گروه از انسان‌ها تمام شده و به نظر می‌رسد، سرنوشت‌شان، گرسنگی و مرگ بوده‌است.
بدین ترتیب، کاوش‌های پروفسور دورتی گارود و تیمش، نشان داد که قبل از مهاجرت موفقیت‌آمیز انسان‌های اولیه در حدود ۷۰٬۰۰۰ سال پیش از آفریقا، گروهی دیگر از انسان‌ها نیز در حدود ۱۲۰٬۰۰۰ سال پیش، مهاجرتی ناموفق از قاره آفریقا داشته‌اند؛ و نسل میلیاردها انسان کنونی کره زمین، به این گروه پیشتاز مهاجر نمی‌رسد.
در ۱۹۳۹ او استاد باستان‌شناسی دیزنی در دانشگاه کمبریج شد و تا ۱۹۵۲ نیز بر این کرسی ماند. در خلال جنگ جهانی دوم در نیروی هوایی کمکی زنان بریتانیا خدمت کرد. در ۱۹۵۲ به عضویت آکادمی بریتانیا درآمد و در ۱۹۶۵ به دریافت رتبه امپراتوری بریتانیا نائل‌آمد.